# 久真瀬敏也
久真瀬 敏也（くませ としや）は、日本の小説家。東京都清瀬市出身、山形大学理学部に入学後、北海道大学法学部に編入学・卒業し、新潟大学大学院実務法学研究科を修了。

## 概要
第18回『このミステリーがすごい!』大賞・隠し玉として『ガラッパの謎　引きこもり作家のミステリ取材ファイル』で2020年にデビュー。

## 作品リスト
- 『ガラッパの謎　引きこもり作家のミステリ取材ファイル』(宝島社文庫、2020年6月)

### 桜咲准教授の災害伝承講義シリーズ
- 『両面宿儺の謎 桜咲准教授の災害伝承講義』(宝島社文庫、2022年9月)
- 『京都怪異物件の謎 桜咲准教授の災害伝承講義』(宝島社文庫、2023年4月)
- 『大江戸妖怪の七不思議　桜咲准教授の災害伝承講義』(宝島社文庫、2023年11月)
- 『陰陽師の呪い 桜咲准教授の災害伝承講義』(宝島社文庫、2024年5月)